# Marie Dubas
Ne doit pas être confondu avec Marie Dubois.
Pour les articles homonymes, voir Dubas.
Marie Dubas est une comédienne et chanteuse française, née le 3 septembre 1894 dans le 15e arrondissement de Paris et morte le 21 février 1972 dans le 16e arrondissement de Paris.

## Biographie

### Débuts
Fille d'Isaac Dubas, caoutchoutier d'origine polonaise, et de Pauline Muschkat, une famille juive, la jeune Anna Marie fait ses débuts en 1908 au théâtre de Grenelle, à peine âgée de 14 ans. Se destinant à une carrière au théâtre lyrique et à l'opérette, elle suit en parallèle des cours de danse, de chant et de comédie au Conservatoire d'art dramatique. Elle connaît rapidement un succès croissant et se retrouve en tête de distribution de plusieurs opérettes en vogue. Elle participe notamment à la création de L'Amour masqué (1923), opérette de Sacha Guitry et André Messager, aux côtés d'Yvonne Printemps. En 1924, elle chante dans La Danse des Libellules opérette de Franz Lehár, adaptée par Roger Ferréol et Max Eddy au Bataclan, première le 15 mars, 138 représentation. Reynaldo Hanh écrit pour elle le rôle de la jeune première dans sa comédie musicale Le temps d’aimer où elle joue aux côtés de Jeanne Cheirel au théâtre de la Michodière en novembre 1926. Elle a alors trente deux ans. Une défaillance des cordes vocales l’oblige à abandonner son rôle. Elle se croit alors définitivement perdue pour l’opérette et se lance dans la chanson. 

### Reconversion et consécration
Se croyant perdue pour le chant, Marie Dubas traverse une période douloureuse, jusqu'à ce que Pierre Wolff, qui donne des conférences sur l'histoire de la chanson, lui propose d'illustrer celles-ci en interprétant des thèmes du folklore. Repartant ainsi sur des bases techniques différentes, elle s'oriente alors vers le tour de chant et entame officiellement sa nouvelle carrière le 23 septembre 1927 sur la scène de l'Olympia de Paul Franck . S'inspirant d'Yvette Guilbert, elle commence à chanter dans les petits cabarets de Montmartre dans un registre fantaisiste. En mars 1928, elle participe à la Revue Wagram pour l'inauguration des Folies-Wagram avec Ruth Virginia Bayton comme partenaire.
En quelques mois la voilà reconnue comme l'une des reines du music-hall. Elle inaugure en 1932 la formule du « récital » (deux heures sur scène, sans micro). Enchaînant ses passages dans les plus grandes salles, elle établit une sorte de record en étant cinq fois à l'affiche de l'ABC au cours de la seule saison 1935-36. Elle est également en tête d'affiche au Casino de Paris et à Bobino. Simone de Beauvoir et Jean-Paul Sartre assistent régulièrement à ses spectacles, qu’ils prisent fort, tenant Marie Dubas pour une « anarchiste ».
Exploitant à fond les multiples facettes de son talent et jouant sur plusieurs registres à la fois, pour mieux mélanger les genres établis, elle passe en un instant de la fantaisie à l'émotion et du drame à la futilité. Chantant, dansant, mimant ses textes, parfois jusqu'à la caricature, jouant des hanches, des yeux, de sa frange brune ou des intonations aiguës de sa voix, qu'elle fait mine de rattraper d'un geste de la main, lorsqu'elle se lance dans une parodie d'opérette, Marie Dubas occupe toute la scène avec une vitalité et une jubilation communicatives. Ce qui fit écrire à Michel Georges-Michel : « Avec elle, le sujet ne compte plus. Le texte et la musique même s'effacent. C'est Marie Dubas que l'on regarde, que l'on écoute ; rien d'autre ».
Sa chanson la plus célèbre est Mon légionnaire (sur des paroles de Raymond Asso et une musique de Marguerite Monnot), qu'elle enregistre en 1936. Elle crée également Le Doux Caboulot (sur le poème de Francis Carco), Le Tango stupéfiant (« Je me pique à l'eau de Javel / Pour oublier celui que j'aime / Je prends ma seringue / Et j'en bois même »), et interprète en 1933 La Prière de la Charlotte de Jehan Rictus.
Sa popularité et sa renommée, qui lui valent d'être à l'affiche des plus prestigieux casinos, lui permettent également de faire une tournée aux États-Unis en 1939.

### Dernières années

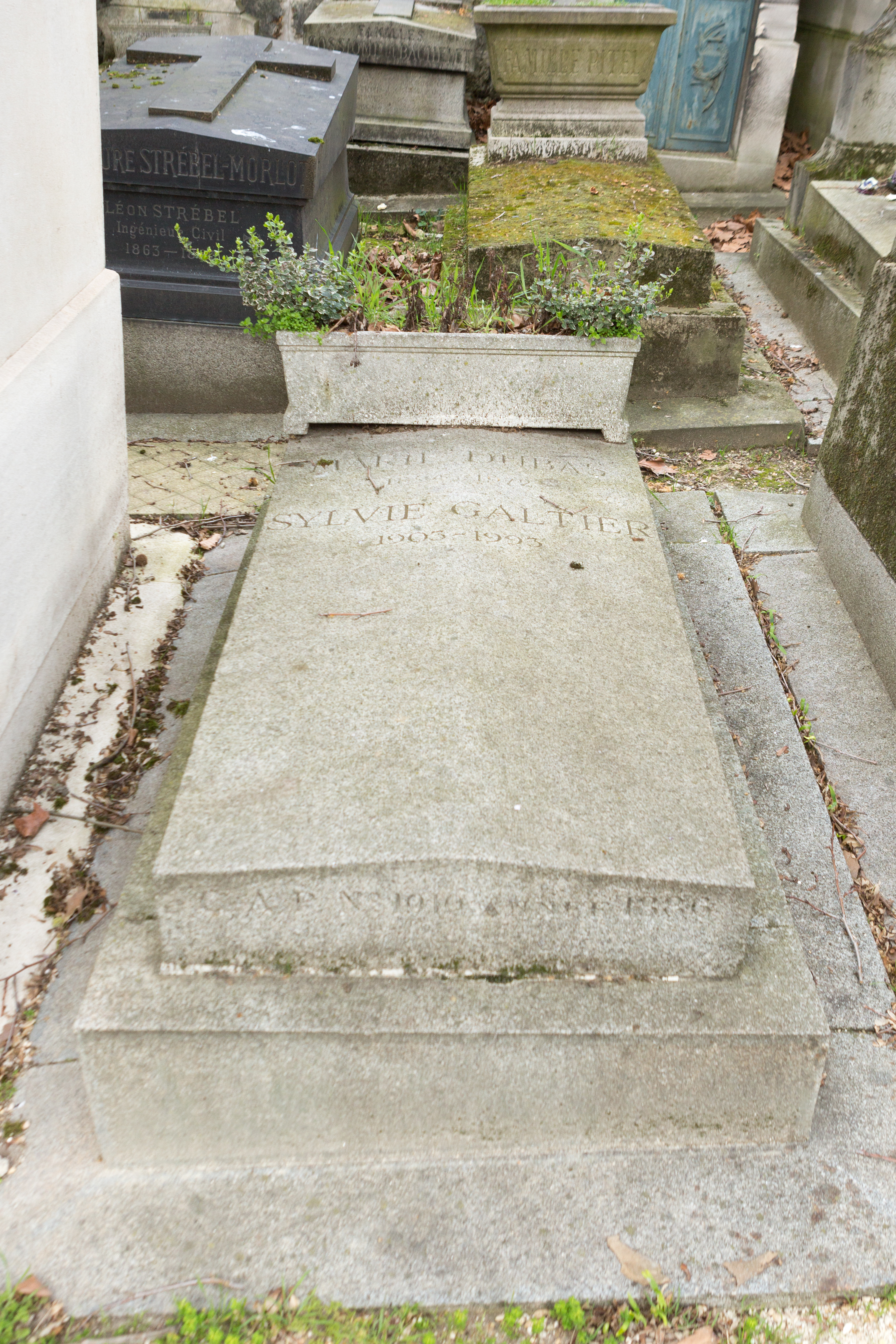
Tombe de Marie Dubas au cimetière du Père-Lachaise (division 36).

Bien que mariée à un aviateur officier de carrière, elle doit s'exiler durant l'Occupation à Lausanne en raison de ses origines juives ; elle y restera jusqu'à la fin de la guerre. À son retour elle apprend que sa sœur a été exécutée et son neveu envoyé en camp de concentration[réf. nécessaire].
Elle fait sa rentrée à Paris au théâtre de l’ABC en janvier 1945, trois mois défilés, puis en mars 1946 fait une rentrée triomphale au théâtre de l’Etoile, avenue de Wagram. Elle enchaîne ensuite Bobino, l’Alhambra, l’Européen et l'Olympia lors de l’été 1955 avec Damia. Elle alterne théâtre et music-hall, se produisant notamment en 1950 au théâtre Antoine avec Bernard Blier dans Le petit café de Tristan Bernard. Après des tournées au Canada, en France et en Afrique du Nord, frappée de la maladie de Parkinson, elle doit se retirer en mai 1958. Elle meurt à Paris en 1972 à son domicile du 7 avenue de la Grande Armée à Paris16e et est inhumée au cimetière du Père Lachaise (36e division).
Marie Dubas, « cette grande comédienne de la chanson aujourd'hui tombée dans l'oubli  », fut la principale inspiration d'Édith Piaf (de 21 ans sa cadette) : « Je dois beaucoup à Marie Dubas. Elle a été mon modèle, l'exemple que j'ai voulu suivre ; et c'est elle qui m'a révélé ce qu'est une artiste de la chanson… » Elles avaient trois chansons  en commun à leurs répertoires : Mon légionnaire, Le Fanion de la légion et Monsieur est parti en voyage.

### Vie privée
Marie Dubas a été mariée avec Georges-Roger Adolphe-Bellaire du 21 novembre 1951 au 15 novembre 1956. Elle a un fils, François Bellair-Dubas.

## Hommages
Une place du 17e arrondissement de Paris porte le nom place Marie-Dubas depuis juin 2025.

## Chansons interprétées par Marie Dubas
- 1927 : L'amour est un jeu ; T'aimer librement

- 1928 : Ça fait peur aux oiseaux

- 1929 : Pedro ; Mais qu'est ce que j'ai ?
- 1930 : Quand je danse avec lui ; C'est si bon quand c'est défendu ; Les housards de la garde, d'Eugénie Buffet ; La chanson du roulier
- 1931 : Butterfly-Tox ; Quand la dame ; Ca m'fait mal
- 1932 : Son voile qui volait ; J'suis bête ; La java du crochet ; Rengaine ; Le doux Caboulot
- 1933 : (Quand) Charlotte prie Notre-Dame (la nuit du Réveillon)
- 1934 : Croyez-vous ma chère ! ; Les chansons du Monsieur Bleu ; D'amour et D'eau Fraîche
- 1935 : C'est toujours ça d'pris ; Le dimanche à Nogent ; C'est pour lui plaire
- 1936 : Mon légionnaire ; Le fanion de la Légion ; Le tango stupéfiant[11]
- 1937 : Monsieur est parti en voyage (repris par Édith Piaf en 1946)
- 1938 : La Java en Mineur, créé par Maurice Chevalier et interprété par Édith Piaf et Nita Raya [12] (enregistrement introuvable)
- 1944 : Ce soir je pense à mon pays
- 1945 : Les voilà

## Théâtre
- 1923 : L'Amour masqué de Sacha Guitry, musique André Messager, théâtre Édouard VII
- 1926 : Le Temps d'aimer, opérette de Henri Duvernois et Pierre Wolff, lyrics Hugues Delorme, musique Reynaldo Hahn, théâtre de la Michodière
- 1947 : La Main de ma sœur de René Sarvil, théâtre de l'Ambigu
- 1949 : Le Petit Café de Tristan Bernard, mise en scène Yves Mirande, théâtre Antoine
- 1950 : Drôle de monde, revue d'actualité de Max Régnier, théâtre de la Porte-Saint-Martin

## Filmographie
- 1951 : Au fil des ondes de Pierre Gautherin
- 1957 : Une nuit au Moulin-Rouge de Jean-Claude Roy